# Úmoří Karibského moře

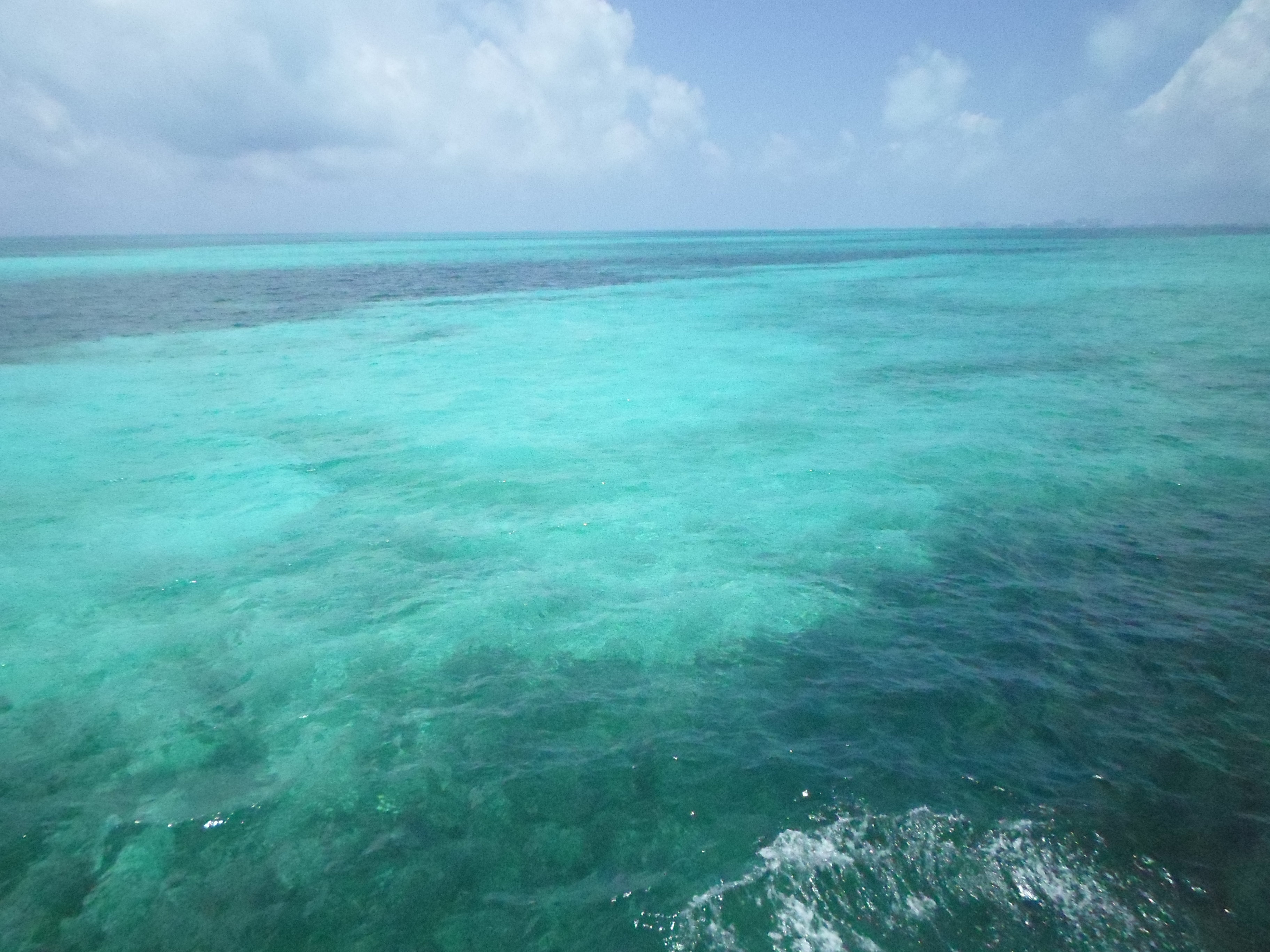
Průzračné vody Karibiku

Úmoří Karibského moře patří k hlavním úmořím na rozhraní Severní a Jižní Ameriky a je součástí úmoří Atlantského oceánu. Tvoří je oblast, ze které do Karibského moře přitéká voda buď přímo nebo prostřednictvím jeho přítoků. Jeho hranici tvoří rozvodí se sousedními úmořími. Na jihu a východě je to úmoří Atlantského oceánu a na severu úmoří Mexického zálivu a západě úmoří Tichého moře. Nejvyšším bodem úmoří je s nadmořskou výškou 5775 m štít Kryštofa Kolumba v Sierra Nevada de Santa Marta.

## Dílčí povodí
| povodí           | rozloha km² | nejvyšší bod     | nadm.výška m | odtékající řeka         | průtok v ústí m³/s |
| ---------------- | ----------- | ---------------- | ------------ | ----------------------- | ------------------ |
| Povodí Orinoka   | 880000      | Ritacuba Blanco  | 5410,0       | Orinoco                 | 33000,0            |
| Povodí Magdaleny | 260000      | Nevado del Huila | 5750,0       | Magdalena               | 9000,0             |
| Povodí San Juanu | 42200       | Miravalles       | 2028,0       | San Juan                | ...                |
| Povodí Atrata    | 38500       | Páramo Frontino  | 4080,0       | Atrato                  | 4900,0             |
| Povodí Coka      | 25400       | ...              | ...          | Coco                    | ...                |
| Povodí Ulúy      | 22817       | ...              | ...          | Ulúa                    | ...                |
| Povodí Matagalpy | 18445       | ...              | ...          | Río Grande de Matagalpa | ...                |
| Povodí Motaguy   | 16100       | ...              | ...          | Motagua                 | 208,7              |
| Povodí Chagres   | 3338        | ...              | ...          | Chagres                 | ...                |